# 阿部翔太
阿部 翔太（あべ しょうた、1992年11月3日 - ）は、大阪府大阪市大正区出身のプロ野球選手（投手）。右投左打。オリックス・バファローズ所属。

## 経歴

### プロ入り前
大阪府大阪市大正区の出身であり、大阪ドームから歩いて10分とかからない場所に実家がある。
大阪市立中泉尾小学校で軟式野球を始め、大阪市立大正東中学校時代に所属していた大正シニアでは捕手であった。
高校は山形県の酒田南高等学校に進学。2年時には夏の甲子園に出場し、1回戦の関西学院高等部戦では「7番・捕手」として先発出場して1安打を放ったが、チームは敗退した。その後も3年春までは捕手をしていたが、2学年下で下妻貴寛が捕手として入部してきたこともあり、投手にコンバートした。
進学した成美大学（現：福知山公立大学）では1年から抑えとして登板していたが、2年秋に右肘を故障。戦線離脱は1年間に及んだが、3年秋に復帰し、4年時には主将も務めた。
日本生命では入社1年目に右肩痛を発症するが、復帰後は長年エース格を担い、都市対抗野球大会、日本選手権大会にはそれぞれ4回出場している。また2019年には第29回BFAアジア選手権代表にも選出されている。小林慶祐とは同期入社であり、小林がプロ入りする前年の入社2年目までは共にプレーしていた。
2020年10月26日に行われたプロ野球ドラフト会議においてオリックス・バファローズから6位指名を受け、12月3日に契約金2500万円、年俸880万円（金額は推定）で仮契約を結んだ。28歳での入団はこの年のドラフト全指名選手の中で最高齢であり、オリックスとしても2002年11巡目の牧田勝吾を超える球団新人最年長となった。背番号は45。

### オリックス時代
2021年は開幕を二軍で迎えるも、ウエスタン・リーグでは7試合の登板で防御率3.00を記録し、4月28日に出場選手登録となり、同30日の福岡ソフトバンクホークス戦でプロ初登板を果たした。ただ、5月7日の千葉ロッテマリーンズ戦で右肩を痛めてしまい、翌8日に出場選手登録を抹消されて以降の一軍登板は無く、二軍でも3試合（シーズン全体では10試合）に登板したのみであった。ルーキーイヤーは一軍で4試合に登板して防御率7.36という成績に終わり、オフに50万円減となる推定年俸830万円で契約を更改した。
2022年も開幕を二軍で迎え、4月8日に特例2022の代替指名選手として一軍に昇格するも、同18日に出場選手登録を抹消された。4月20日に特例2022で10日を待たずに再登録され、同27日の北海道日本ハムファイターズ戦では無死満塁を切り抜ける好救援を見せたものの、同日に実施したスクリーニング検査で、無症状ながら新型コロナウイルス陽性が判明し、翌4月28日に特例2022で登録抹消となった。5月15日に一軍復帰を果たすと、7月12日のソフトバンク戦で失点を喫するまで、開幕から19試合連続無失点を記録。同29日のロッテ戦でプロ初勝利を挙げたが、8月10日に体調不良で特例2022により登録抹消となった。幸い大事には至らず、同12日に一軍復帰を果たすと、9月以降はコンディション不良の平野佳寿に代わって抑えを務め、9月2日のロッテ戦でプロ初セーブ。後半戦は20試合連続無失点を継続してレギュラーシーズンを終え、この年は44試合の登板で1勝0敗22ホールド3セーブ・防御率0.61と好成績を収め、チームのリーグ連覇に貢献。ソフトバンクとのCSファイナルステージでも抑えを務め、東京ヤクルトスワローズとの日本シリーズでは第2戦の9回裏に同点の3点本塁打を打たれたものの、その後は立ち直り、チーム26年ぶりの日本一にも貢献した。オフの11月25日に開催されたNPB AWARDS 2022の新人王投票ではリーグ2位の58票を集め、12月7日の契約更改交渉では3170万円増となる推定年俸4000万円でサインした。
2023年は自身初めて開幕を一軍で迎えたが、4試合の登板で防御率10.80、3回1/3を投げて4四死球と制球に苦しみ、4月8日に出場選手登録を抹消された。チームには快速球を武器にする投手が多く、それを気にするがあまりに力んでいたといい、二軍では制球に重点を置いて調整し、4月22日に再登録。その後は同点時や勝ちパターンで起用され、シーズン途中には19試合連続無失点を記録した。9月5日の埼玉西武ライオンズ戦では味方の失策も絡み、1回2安打3失点（自責点0）で敗戦投手になると、翌6日に登録抹消。9月16日に再登録されたが、同28日の東北楽天ゴールデンイーグルス戦では3安打2四球5失点の乱調、2/3回で降板して敗戦投手となり、翌29日に出場選手登録を抹消された。10月9日に再登録され、この年は49試合の登板で3勝5敗21ホールド1セーブ・防御率2.70を記録。ポストシーズンでは、ロッテとのCSファイナルステージに1試合、阪神タイガースとの日本シリーズに3試合登板した。オフに2000万円増となる推定年俸6000万円で契約を更改した。また、背番号が20に変更された。
2024年はオープン戦で3試合に登板して防御率18.90、計3回1/3を投げて被安打10と打ち込まれ、開幕を二軍で迎えた。ウエスタン・リーグでは6試合の登板で無失点と復調を見せると、4月9日に出場選手登録。同20日のソフトバンク戦では2点リードの6回裏一死満塁という場面から、シーズン初のホールド機会での登板となったが、犠飛と連続四球で同点を許して救援失敗。5月19日の楽天戦でシーズン初ホールドを挙げるも、2/3回2安打1四球という内容であった。同24日終了時点では13試合に登板し、0勝0敗3ホールド・防御率0.77を記録していたが、その後は2/3回1安打1失点（救援失敗）→1回3安打無失点（ホールド）→2/3回2安打1失点（敗戦投手）と不安定な投球が続き、6月3日に出場選手登録を抹消された。二軍では7月3日の登板を最後に公式戦登板がなく、8月17日に約1か月半ぶりの登板。後に本人は左太もも裏の重度な肉離れを発症していたことを明かし、9月30日に出場選手登録され、シーズン終了まで一軍に帯同したが、この年は17試合の登板で0勝1敗4ホールド・防御率1.84という成績にとどまった。11月28日、1200万円減となる推定年俸4800万円で契約を更改した。また、投手キャプテンに就任した。

## 選手としての特徴・人物
- 最速151km/hを誇るノビのある直球とキレのあるフォーク、カットボールなど多彩な変化球で勝負する右腕[68][69][70]。担当スカウトの下山真二は阿部の技術的な面について「制球力がいい。高低の間違いがない」と評し、また最大の持ち味として「気持ちが強い。若い選手が多い中、向かっていく姿勢を見せられる選手。人間性が素晴らしい」と語っている[71]。
- 愛称は「阿部ちゃん」[71]。
- 上記の通りプロ入りが遅く、オリックス入団時点で既婚者、子持ちだった。2021年オフに離婚[72][73]。
- マウンドで結果を出した際にとる渾身のガッツポーズがトレードマークであり、ファンの間で「阿部ガッツ」「ガッツしか勝たん」というワードが生まれている[74]。このことは阿部自身も知っており、円陣の音頭を担当する際は「ガッツしか勝たん！」と絶叫してチームを盛り上げることもある[75][76]。
- 社会人選手時代は年収700 - 800万円ぐらいであった[77]。

## 詳細情報

### 年度別投手成績
| 年 度     | 球 団      | 登 板 | 先 発 | 完 投 | 完 封 | 無 四 球 | 勝 利 | 敗 戦 | セ 丨 ブ | ホ 丨 ル ド | 勝 率 | 打 者 | 投 球 回 | 被 安 打 | 被 本 塁 打 | 与 四 球 | 敬 遠 | 与 死 球 | 奪 三 振 | 暴 投 | ボ 丨 ク | 失 点 | 自 責 点 | 防 御 率 | W H I P |
| --------- | ---------- | ----- | ----- | ----- | ----- | -------- | ----- | ----- | -------- | ----------- | ----- | ----- | -------- | -------- | ----------- | -------- | ----- | -------- | -------- | ----- | -------- | ----- | -------- | -------- | ------- |
| 2021      | オリックス | 4     | 0     | 0     | 0     | 0        | 0     | 0     | 0        | 0           | ----  | 16    | 3.2      | 4        | 1           | 1        | 0     | 0        | 3        | 0     | 0        | 3     | 3        | 7.36     | 1.36    |
| 2022      | オリックス | 44    | 0     | 0     | 0     | 0        | 1     | 0     | 3        | 22          | 1.000 | 166   | 44.0     | 22       | 1           | 10       | 2     | 2        | 42       | 0     | 0        | 3     | 3        | 0.61     | 0.73    |
| 2023      | オリックス | 49    | 0     | 0     | 0     | 0        | 3     | 5     | 1        | 21          | .375  | 193   | 46.2     | 37       | 4           | 12       | 1     | 5        | 42       | 1     | 0        | 17    | 14       | 2.70     | 1.05    |
| 2024      | オリックス | 17    | 0     | 0     | 0     | 0        | 0     | 1     | 0        | 4           | .000  | 63    | 14.2     | 12       | 0           | 7        | 0     | 0        | 13       | 0     | 0        | 3     | 3        | 1.84     | 1.30    |
| 通算：4年 | 通算：4年  | 114   | 0     | 0     | 0     | 0        | 4     | 6     | 4        | 47          | .400  | 438   | 109.0    | 75       | 6           | 30       | 3     | 7        | 100      | 1     | 0        | 26    | 23       | 1.90     | 0.96    |

- 2024年度シーズン終了時

### 年度別守備成績
| 年 度 | 球 団      | 投手  | 投手  | 投手  | 投手  | 投手  | 投手     |
| 年 度 | 球 団      | 試 合 | 刺 殺 | 補 殺 | 失 策 | 併 殺 | 守 備 率 |
| ----- | ---------- | ----- | ----- | ----- | ----- | ----- | -------- |
| 2021  | オリックス | 4     | 0     | 0     | 0     | 0     | ----     |
| 2022  | オリックス | 44    | 2     | 2     | 2     | 0     | .667     |
| 2023  | オリックス | 49    | 2     | 6     | 0     | 0     | 1.000    |
| 2024  | オリックス | 17    | 0     | 4     | 0     | 0     | 1.000    |
| 通算  | 通算       | 114   | 4     | 12    | 2     | 0     | .889     |

- 2024年度シーズン終了時

### 記録
初記録
- 初登板：2021年4月30日、対福岡ソフトバンクホークス7回戦（京セラドーム大阪）、8回表二死に3番手で救援登板、1/3回を無失点[11]
- 初奪三振：2021年5月4日、対埼玉西武ライオンズ8回戦（メットライフドーム）、6回表に3番手で救援登板、中村剛也から空振り三振
- 初ホールド：2022年4月27日、対北海道日本ハムファイターズ5回戦（東京ドーム）、7回裏無死に2番手で救援登板、1回無失点
- 初勝利：2022年7月29日、対千葉ロッテマリーンズ16回戦（ZOZOマリンスタジアム）、11回裏に7番手で救援登板、1回無失点[25]
- 初セーブ：2022年9月2日、対千葉ロッテマリーンズ20回戦（ZOZOマリンスタジアム）、9回裏に3番手で救援登板・完了、1回無失点[29]

### 背番号
- 45（2021年[8] - 2023年）
- 20（2024年[52] - ）

### 代表歴
- 2019年 第29回BFAアジア選手権